# Charun Rattanakun Seriroengrit
Charun Rattanakun Seriroengrit (Luang Seriroengrit) (27 de octubre de 1895 - 	19 de julio de 1983) fue un político y militar tailandés, oficial del Real Ejército Tailandés. Es reconocido por ser uno de los grandes generales del Ejército Phayap en el gobierno de Plaek Pibulsonggram en la Segunda Guerra Mundial.

## Biografía
Cuando la monarquía absoluta reinaba en Tailandia a principios del siglo XX , el capitán Charun Rattanakun logró la obtención del título honorífico de Luang Seriroengrit . El joven oficial se unió a Khana Ratsadon y participó en la Revolución siamesa de 1932, que llevó al fin a la monarquía absolutista en Tailandia con la introducción de una nueva  monarquía constitucional.
Mientras tanto, Seriroengrit se convirtió en un coronel y en 1938 obtuvo una importante posición en el gobierno de Plaek Pibulsonggram al convertirse en jefe del Ferrocarril Estatal de Tailandia. Un año después, se convirtió en Viceministro de Economía y en 1941 también accedió al cargo de Ministro de Defensa .
Una vez llegada a su fin la guerra franco-tailandesa , en la que participó con acciones en Camboya , fue ascendido a teniente general en febrero de 1942 y se le asignó el mando del Ejército Phayap (Ejército del Noreste). Participó en la Campaña de Birmania y en la vinculación de las unidades durante la ocupación del Estado Shan de Birmania . Desde mayo de 1942, Seriroengrit se dedicó principalmente a la actividad política. De marzo a septiembre de 1942 fue nombrado Ministro de Comercio y, hasta 1944 , Ministro de Transportes.
Después de la caída del general Plaek Pibulsonggram en 1944, fue arrestado acusado de crimen de guerra. En marzo de 1946, sin embargo, salió del arresto y fue puesto en libertad. Se convirtió en nuevo miembro de la junta directiva de la empresa comercial nacional tailandesa Niyom Phanit y en mayo también de 1946 también accedió al Senado , permaneciendo en el cargo durante cinco años, hasta 1951. En 1947 fue partícipe en el exitoso golpe militar contra el gobierno civil, que llevó a su fiel compañero y amigo  Plaek Pibulsonggram de nuevo al poder.
Su hijo Aram Seriroengrit se casó con la princesa Galyani Vadhana , hermana del rey Bhumibol Adulyadej. Estaba con Bhumibol Adulyadej cuando tuvo un grave accidente automovilístico en Suiza, provocando su fallecimiento .
Charun Rattakun Seriroengrit murió en Bangkok en 1983 .